# Place Dalida
La place Dalida est une place de Montmartre, dans le 18e arrondissement de Paris (France).

## Situation et accès

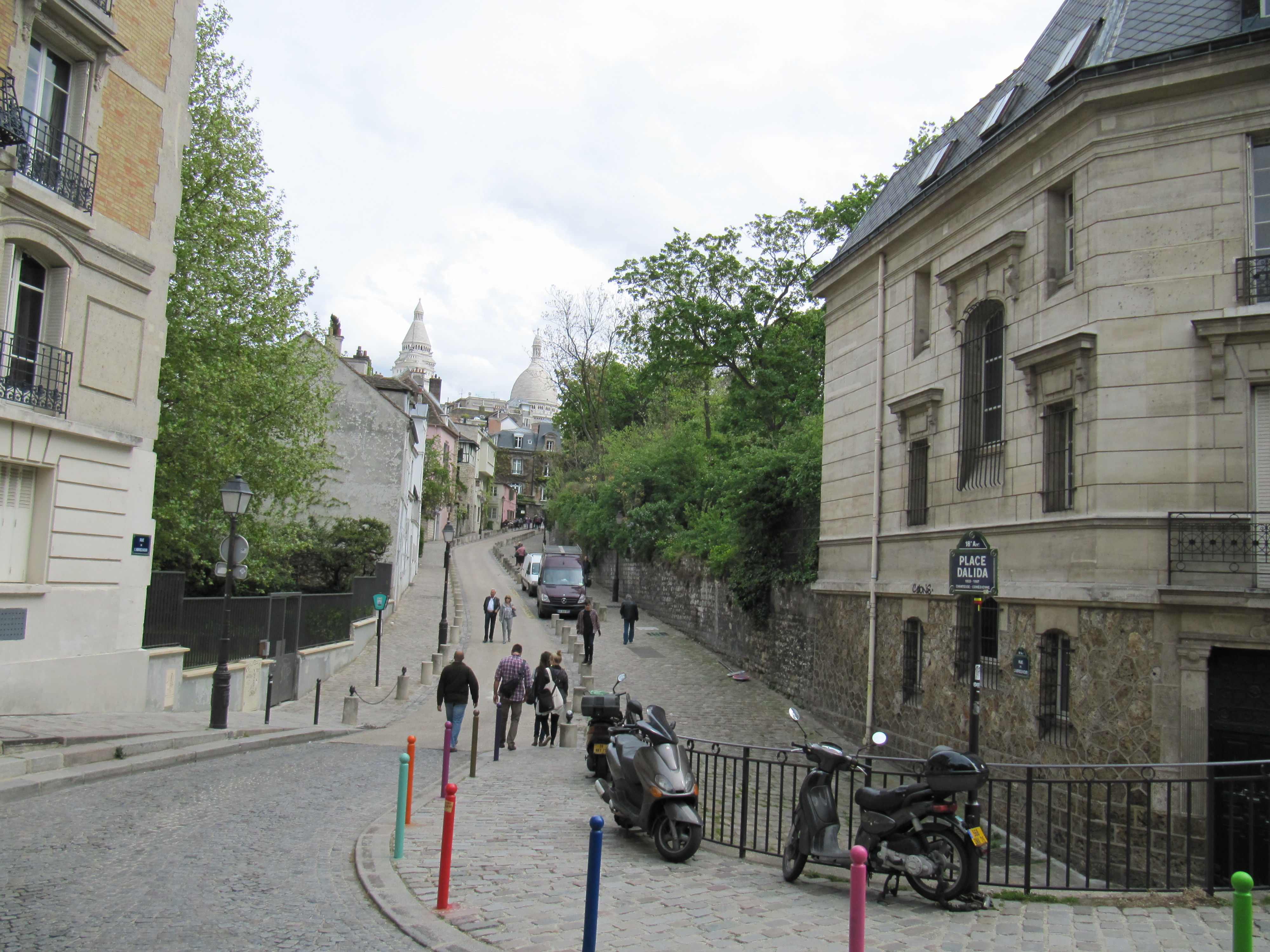
La place, avec en perspective la rue de l'Abreuvoir.

Elle est desservie par la ligne 12 à la station Lamarck - Caulaincourt et par la ligne de bus 40, la seule à circuler sur la butte Montmartre, à l'arrêt Moulin de la Galette.

## Origine du nom

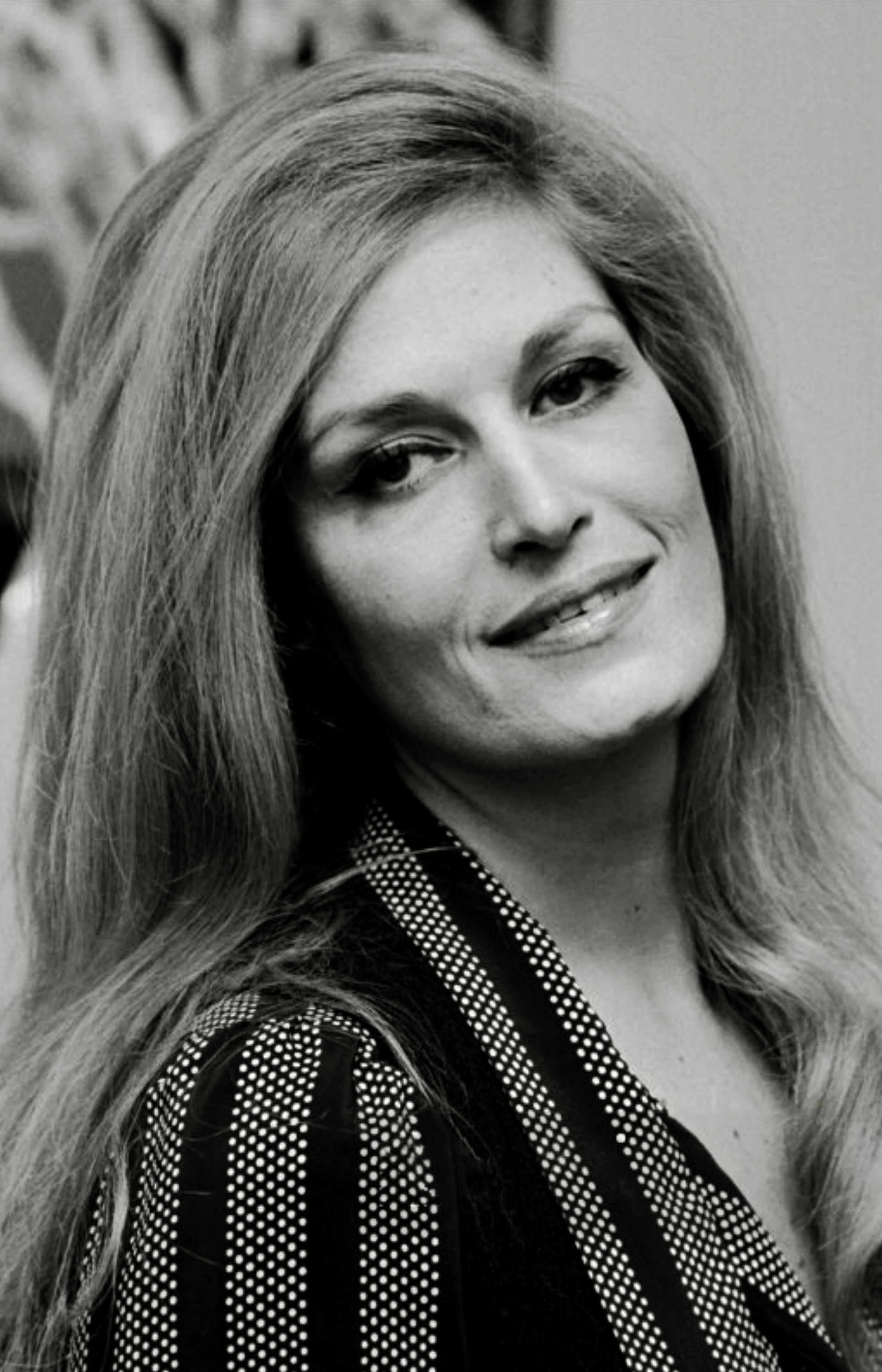
Dalida en 1974.

Cette place a été nommée en l'honneur de la chanteuse Dalida (1933-1987), qui habitait à quelques pas, rue d'Orchampt.

## Historique
Par arrêté municipal du 5 décembre 1996, le carrefour constitué par l'allée des Brouillards, la rue de l’Abreuvoir et de la rue Girardon, prend le nom de « place Dalida ».

## Bâtiments remarquables et lieux de mémoire

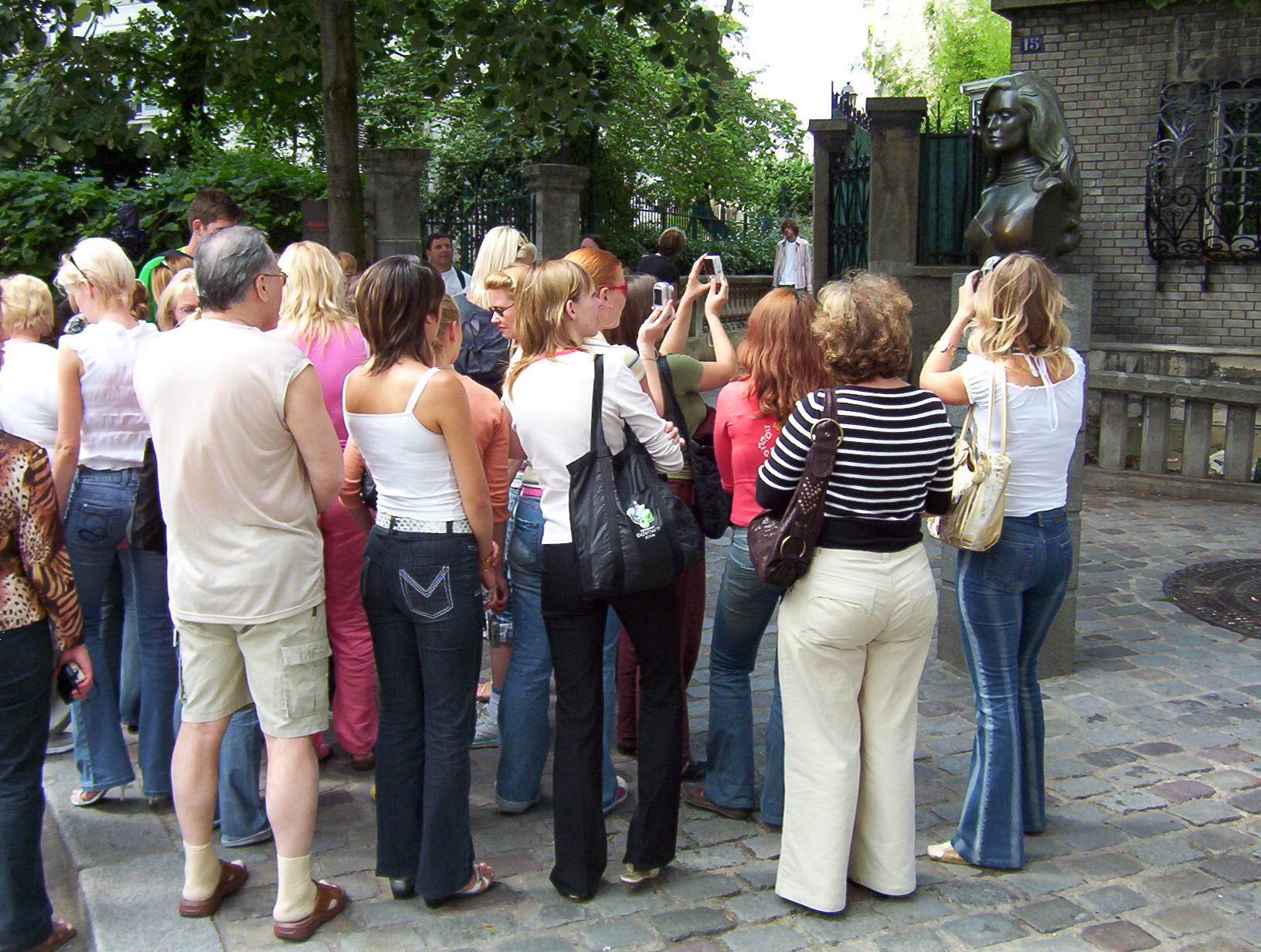
La place est un lieu de commémoration et de recueillement pour les nombreux admirateurs de Dalida.

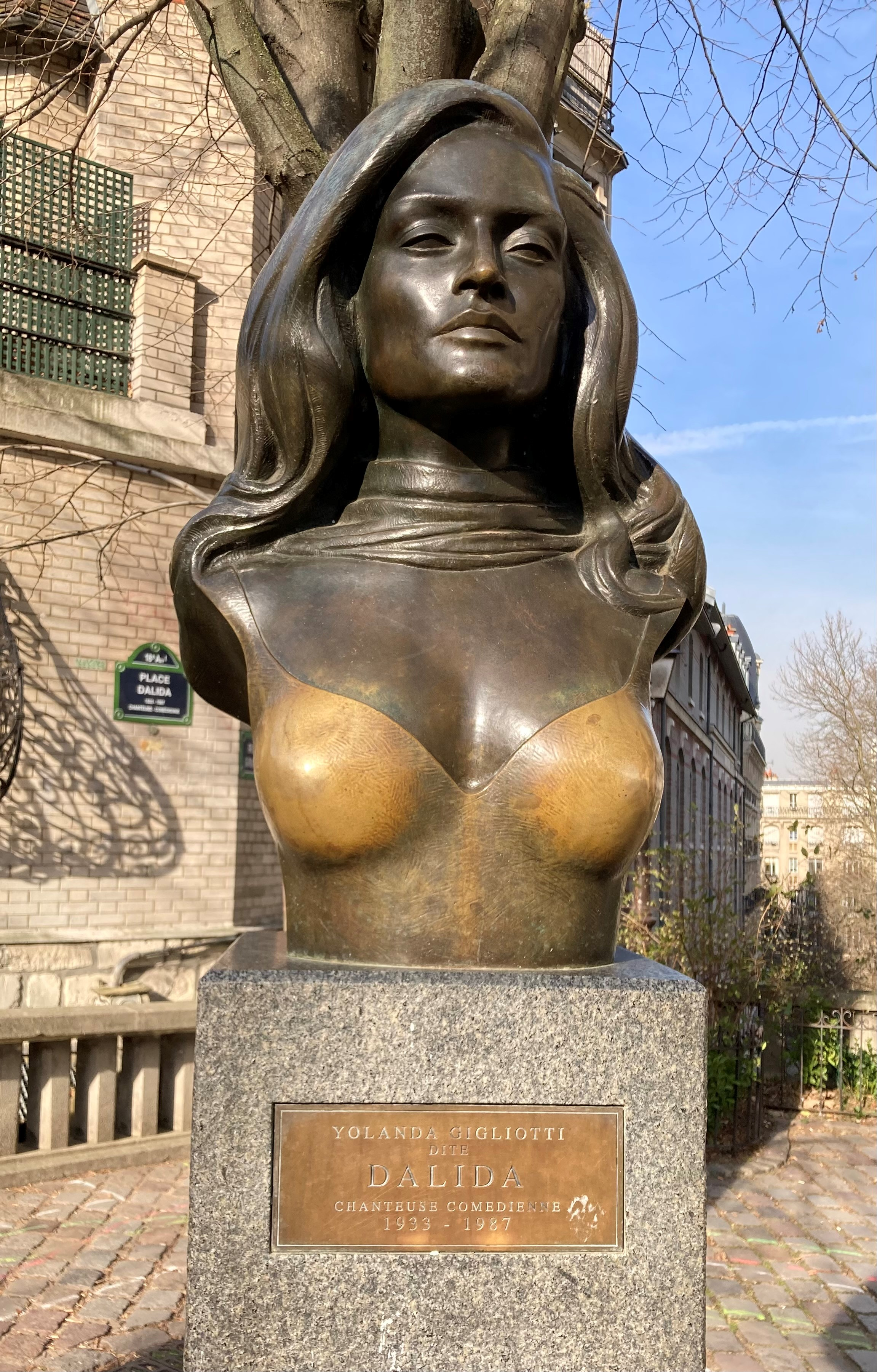
Le buste de Dalida signé Aslan.

Un buste en bronze d'Aslan, inauguré en avril 1997 à l'occasion du 10e anniversaire de sa disparition, évoque le souvenir de la chanteuse sur cette place, devenue un lieu de commémoration et de superstision pour ses nombreux admirateurs,. Sur cette statue, Dalida a les yeux presque fermés, la bouche aussi, et elle a les seins très proéminents. Des dizaines de touristes font la queue durant la saison touristique pour poser à côté de cette statue de la chanteuse, en lui tenant les seins sur cette sculpture. Le geste est incongru, les visages sont hilares : caresser la poitrine de Dalida porterait ... bonheur en amour. Le geste est tellement fréquent que le métal a changé de couleur. Ce manque de respect est symptomatique d'une conception du corps des femmes,.

## Dans la culture populaire
- La place fut utilisée comme modèle dans Call of Duty: Modern Warfare 3 sur la carte « Résistance ».
- On peut l'apercevoir dans le film 3 Days to Kill de McG, avec Kevin Costner[7].
- La place apparaît dans le cinquième épisode de la première saison (2020) de la série télévisée américano-française Emily in Paris[8].
- La place et le buste de Dalida apparaissent dans le quatrième épisode de la deuxième saison (2023) de la série télévisée britannique Heartstopper[9].